# John Brooks
John Brooks (batizado no dia 4 de Maio de 1752 – 1 de Março de 1825) foi um médico, oficial militar e político de Massachusetts. Exerceu como o 11º Governador de Massachusetts de 1816 até 1823 e foi um dos últimos representantes Federalistas eleitos nos Estados Unidos.
Formado como médico, Brooks era oficial da milícia de Reading, Massachusetts, quando a Guerra de Independência dos Estados Unidos começou, e liderou suas tropas nas Batalhas de Lexington e Concord. Serviu sob a Presidência de George Washington na Campanha de Nova Iorque e Nova Jérsei de 1776, embora tenha perdido a Batalha de Trenton devido a uma doença. Em 1777, fazia parte dos reforços do Cerco do Forte Stanwix e liderou um ataque bem-sucedido contra posições britânicas na Segunda Batalha de Saratoga. Desempenhou um papel significativo na Conspiração de Newburgh, em 1783, na qual ajudou a anular as idéias de rebelião no Exército Continental.
Após a guerra, voltou à medicina, mas continuou ativo na milícia do estado, ajudando a acabar com a Rebelião de Shays em 1787. Serviu na milícia durante a Guerra de 1812, depois da qual foi eleito governador. Brooks era popular e politicamente moderado e passou a personificar a "Era dos Bons Sentimentos" que se seguiu à guerra. Aposentou-se em 1823 e morreu dois anos depois.

## Primeiros anos
John Brooks nasceu em Medford, filho de Caleb e Ruth Albree Brooks, que eram fazendeiros locais e foi batizado no dia 4 de Maio de 1752. Após estudar nas escolas locais, Brooks estudou medicina com o Dr. Simon Tufts ao lado de Benjamin Thompson. Em seu tempo livre, praticava exercícios militares com outros rapazes locais e observava atentamente as manobras das tropas do Exército Britânico posicionadas nas proximidades de Boston. Quando seu aprendizado com o Dr. Tufts terminou, Brooks criou uma clínica médica em Reading, onde atuava na milícia local.

## Serviço na Guerra de Independência
Quando Paul Revere deu o alarme que provocou as Batalhas de Lexington e Concord no dia 19 de Abril de 1775, Brooks, com 22 anos e major da milícia de Reading, marchou com sua unidade em resposta. Suas tropas foram as primeiras a chegar em Concord quando os britânicos seguiram a estrada de volta a Boston e são atribuído pelo início da batalha que ocorreu. Brooks mais tarde descreveu aquele dia como o mais difícil de sua vida. Ele então juntou-se ao Exército Continental em Maio de 1775 como major no Regimento de Bridge e estava entre as tropas enviadas para fortificar Breed's Hill na noite de 16 a 17 de Junho. Perdeu a Batalha de Bunker Hill no dia seguinte, porque foi enviado pelo Coronel William Prescott para solicitar reforços. Continuou a servir no Cerco de Boston, transferindo-se para o 19º Regimento Continental no dia 1º de Janeiro de 1776. Um dos subordinados de Brooks nesta unidade era William Hull, com quem formou uma amizade rápida. Após a retirada britânica de Boston, o regimento de Brooks entrou em ação na Batalha de White Plains, em Outubro de 1776, e depois ficou no refúgio do General George Washington em Nova Jersey. Brooks estava doente no acampamento quando o exército envolveu-se na Batalha de Trenton no dia 26 de Dezembro. No dia 1º de Novembro de 1776, transferiu-se para o 8º Regimento de Massachusetts, onde foi promovido a tenente-coronel.

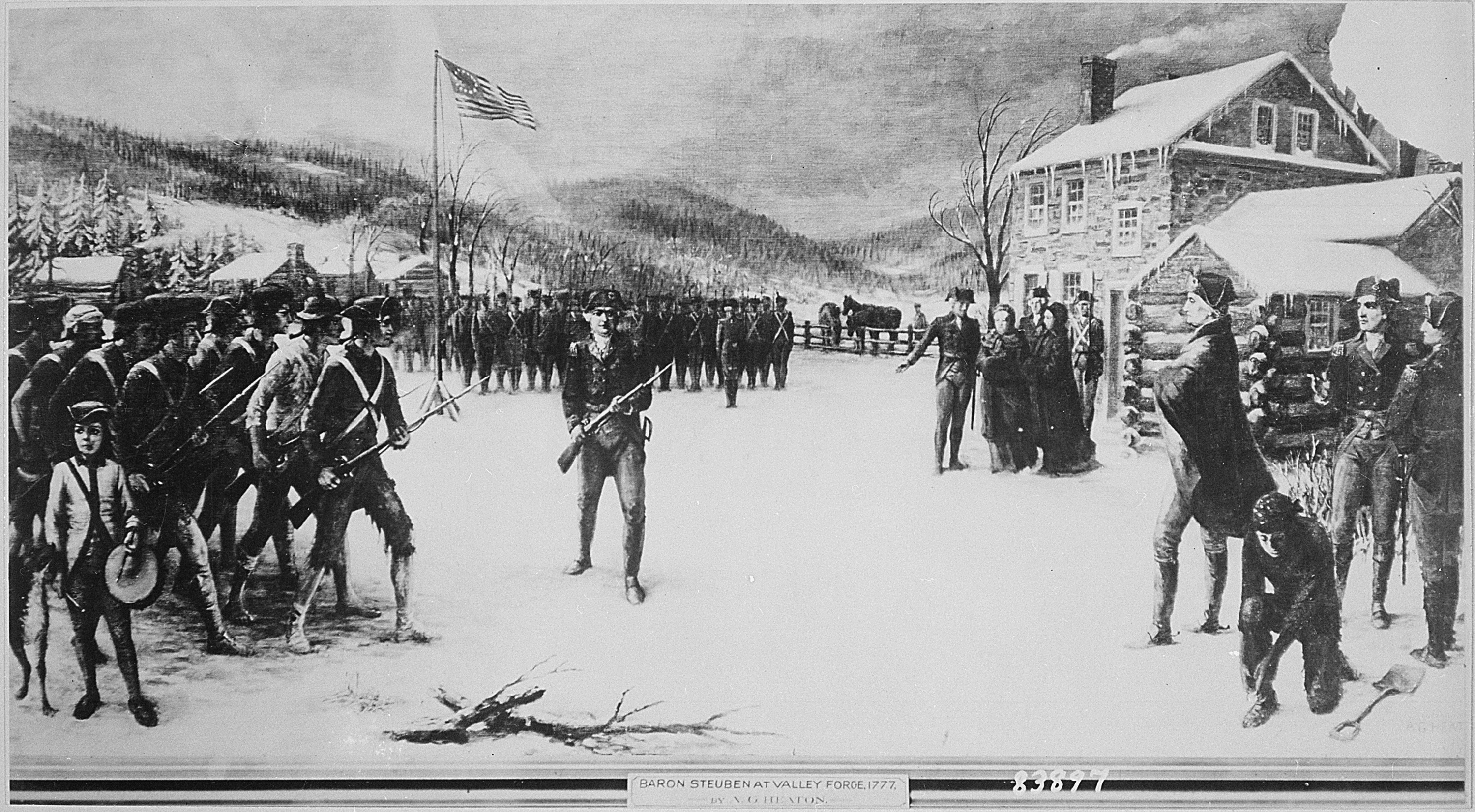
Von Steuben treinando tropas no Vale Forge

O 8º Regimento de Massachusetts estava entre as forças que Benedict Arnold liderou em auxílio ao Cerco do Forte Stanwix, no norte de Nova York, e esteve presente nas Batalhas de Saratoga. Na segunda batalha no dia 7 de Outubro de 1777, Brooks ganhou uma reputação de destemor no ataque e captura de fortificações mercenárias britânicas. No inverno de 1777 a 1778, Brooks esteve no Vale Forge, onde serviu como um dos principais mestres de treinamento do Baron von Steuben. Em uma carta a um amigo, Brooks descreve as condições adversas do acampamento no Vale Forge, enquanto menciona os "pobres corajosos" que viviam em barracas "com os pés descalços, sem meias e sem calças".
Brooks foi temporariamente nomeado auxiliar do General Charles Lee quando o exército seguiu os britânicos por Nova Jersey em 1778, envolvendo-os na Batalha de Monmouth. Foi transferido para o 7º Regimento de Massachusetts em Novembro de 1778 e foi seu comandante-tenente-coronel até o dia 12 de Junho de 1783, quando renunciou. Seu regimento participou no serviço de guarnição na Nova Inglaterra e na área da Cidade de Nova York até o final de seu serviço.
Brooks era um maçom e em 1781 foi eleito mestre da Loja Washington sob a Grande Loja de Massachusetts. A Loja Washington era um "Travelling Lodge" que percorreu com o Exército Continental.
Em 1783, Brooks desempenhou um papel proeminente em eventos a respeito de pagamentos em atraso e pensões do exército que ficaram conhecidos como Conspiração de Newburgh. Foi um dos três oficiais que entregaram ao Congresso Continental uma carta elaborada por oficiais descontentes e participou de audiências nas quais a delegação do exército delineou questões sérias entre os oficiais de Newburgh, Nova York. Ele então levou as cartas de volta ao quartel-general do exército e participou de ações orquestradas por apoiadores de Washington para conter qualquer ideia de rebelião. Foi acusado, aparentemente injustamente, de informar Washington da conspiração (Washington foi avisado por Alexander Hamilton para antecipar o tumulto). O historiador Richard Kohn escreve que faltam detalhes das ações e motivações de Brooks nos dias críticos da conspiração em Fevereiro e Março de 1783, mas descreve seu papel no caso como "crucial".
Em 1783, Brooks tornou-se Membro Original da Sociedade de Cincinnati de Massachusetts e exerceu como o primeiro secretário de 1783 até 1786. Em 1810, tornou-se presidente da sociedade de Massachusetts e em 1811, tornou-se vice-presidente da sociedade nacional. Exerceu nos dois escritórios até sua morte em 1825.

## Pós-Revolução e Guerra de 1812

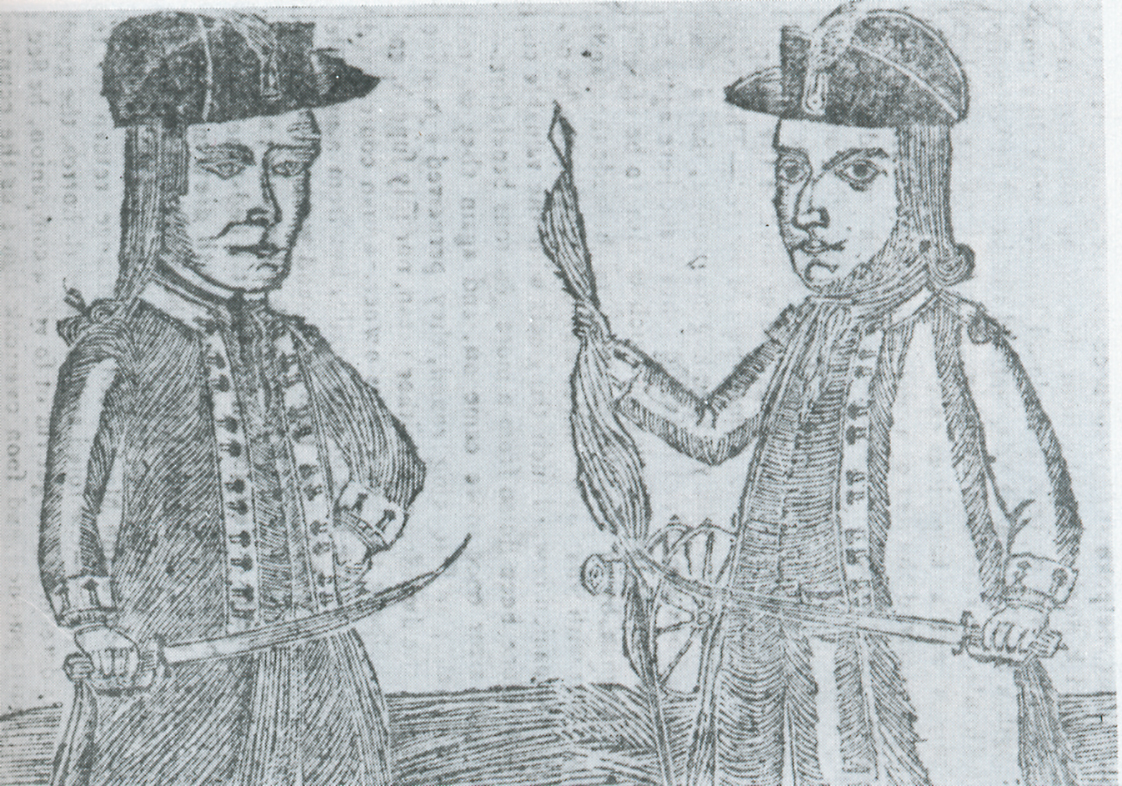
Retrato desagradável da época dos líderes da Rebelião de Shays

Após a guerra, Brooks voltou à medicina, assumindo o escritório do Dr. Tufts em Medford. Foi o primeiro membro eleito para a Sociedade Antiga e Honrosa de Artilharia quando foi revivida após a Revolução em 1786.
Na milícia, subiu ao posto de major-general no comando da Divisão Middlesex. Comandou a divisão sob o Major General Benjamin Lincoln quando a Milícia de Massachusetts acabou com a Rebelião de Shays em 1787. Nesse mesmo ano, foi eleito para um mandato de um ano como comissário da Sociedade Antiga e Honrosa de Artilharia. Foi eleito para a convenção do estado que ratificou a Constituição dos Estados Unidos em 1788.
Em 1792, o Secretário da Guerra, Henry Knox, ofereceu a Brooks um posto de general de brigada na Legião dos Estados Unidos, uma reorganização do Exército dos Estados Unidos chefiada pelo General Anthony Wayne. Brooks recusou a nomeação, que foi para seu amigo William Hull. Foi eleito para um segundo mandato de um ano como comissário da Sociedade Antiga e Honrosa de Artilharia em 1794.
Ofereceram-lhe um posto como general de brigada no Exército dos Estados Unidos quando a guerra estava sendo ameaçada com a França em 1797, mas recusou. Durante a Guerra de 1812, Brooks foi o general adjunto da milícia do estado com o posto de major-general.

## Governador de Massachusetts
Brooks, politicamente Federalista, exerceu na câmara do estado por vários anos. Em 1816, o Governador Caleb Strong anunciou sua aposentadoria. A bancada federalista primeiro escolheu Harrison Gray Otis como candidato, mas recusou categoricamente a indicação. A indicação foi oferecida em seguida ao Vice-Governador William Phillips, Jr., mas também recusou a indicação porque não foi a primeira escolha. A bancada então procurou outros candidatos; Brooks foi proposto pelo Presidente da Câmara, Timothy Bigelow. Também inicialmente recusou a indicação, mas foi convencido por um comitê da bancada a aceitar e venceu a eleição. Ganhou a reeleição anualmente até 1823, quando aposentou-se do serviço público.

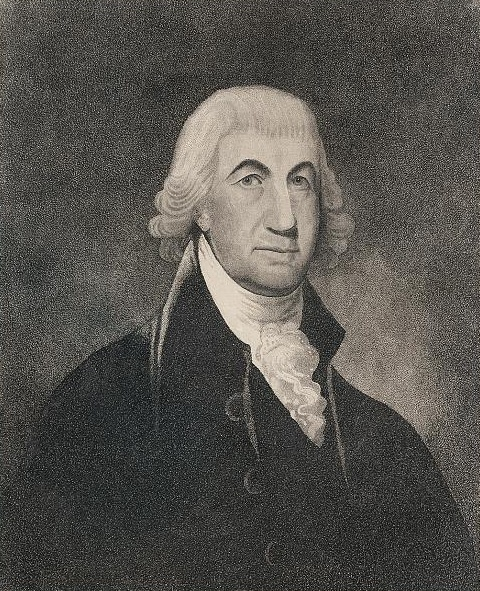
Caleb Strong antecedeu Brooks como Governador

A política do estado era dominada pelos Federalistas, apesar de seu declínio geral em outras partes do país, em parte porque Brooks adotou posições moderadas que negavam as oportunidades de oposição vigorosa dos Democratas-Republicanos da oposição. Incluiu Republicanos em compromissos de apoio, cortejou políticos Republicanos em nível nacional, incluindo o Presidente James Monroe e minimizou sua associação com a liderança Federalista em Massachusetts. O historiador Ronald Formisano escreve que Brooks "veio a personificar a Era não-partidária dos Bons Sentimentos em Massachusetts".
Em 1818, Brooks comprou 10 ações do Banco Suffolk, um banco de compensação na State Street, em Boston. O Pânico de 1819 e a concessão de um estado ao Maine (que era até 1820 parte de Massachusetts) introduziram rupturas no forte sistema partidário Federalista do estado. Federalistas Dissidentes, como Josiah Quincy III, uniram-se aos Republicanos para convocar uma convenção constitucional, citando a exigência da constituição do estado de que o Maine recebesse representação na câmara como justificação. Brooks pressionou contra a ideia, argumentando que a câmara poderia redigir propostas de emendas, mas uma convenção foi realizada apesar de seus esforços. Nove emendas elaboradas pela convenção foram finalmente aprovadas, mas os líderes Federalistas conseguiram bloquear a maioria das reformas substanciais que haviam sido requeridas. Uma das consequências do pânico foi o surgimento, particularmente em Boston, de uma facção política conhecida como "Classe Média". Esse grupo era composto principalmente por homens da classe trabalhadora que estavam descontentes com a liderança elitista do partido do estado. Liderada por Josiah Quincy, a divisão acabaria levando ao colapso final do Federalismo no estado.
Brooks anunciou em 1822 que não tentaria a reeleição em 1823. A eleição de 1823 viu a vitória do Republicano William Eustis sobre o líder do partido Federalista Harrison Gray Otis. Otis quase não possuía mais Boston e perdeu outros redutos Federalistas no estado.
Brooks foi um membro líder da Sociedade Médica de Massachusetts por muitos anos, exercendo como presidente após sua aposentadoria da política e também foi presidente da Sociedade Bíblica de Massachusetts. Também foi presidente da Sociedade de Cincinnati por muitos anos e participou da Associação do Monumento de Washington e da Associação do Monumento de Bunker Hill.
O Governador Brooks morreu em Medford no dia 1º de Março de 1825 e foi sepultado no Salem Street Burying Ground, em Medford, onde o túmulo da família está caracterizada por um grande obelisco erguido em sua homenagem.

## Família e legado
Em 1774, Brooks casou-se com Lucy Smith, com quem teve cinco filhos; dois deles morreram jovens. Seus dois filhos eram ativos nas forças armadas dos Estados Unidos. Um de seus filhos, o Primeiro Tenente da Marinha John Brooks, Jr., foi morto em ação na Batalha do Lago Erie em 1813. Seu outro filho, Alexander Scammel Brooks, era tenente-coronel do Exército e foi morto em uma explosão de barco a vapor na Flórida em 1836.
As cidades de Brooks, no Maine, criadas em 1816 e Brooksville, fundada em 1817, foram nomeadas em sua homenagem.